# Microregiunea Balatonfüred
Microregiunea Balatonfüred (în maghiară Balatonfüredi kistérség) a fost o microregiune statistică (kistérség) din județul Veszprém, Ungaria.
Cu o populație de 22.892 locuitori și o suprafață de 324,4 km2, aceasta a existat până în 2014, când în Ungaria, microregiunile ”kistérségek” au fost înlocuite de districte (járások).